# Orejón (alimento)
Orejón es un trozo de albaricoque, durazno, tomate, o manzana deshidratado mediante calor natural, exponiéndolo al sol, o también de forma artificial. Contiene muchas propiedades nutritivas como hierro, vitamina C y D concentrados al estar deshidratado.
El nombre orejón se aplica para el fruto desecado en trozos, y su nombre proviene de la semejanza de los duraznos a las orejas de los indios Orejones del Cuzco. Al orejón deshidratado entero con su semilla se le denomina huesillo en Chile y Perú.[cita requerida]
Es una elaboración tradicional en la zona mediterránea, desde Turquía a Marruecos. En España es un dulce típico navideño. Como el resto de frutos secos, no sólo se comen directamente sino que también son la base para elaborar platos dulces, como macedonias, tortas y pasteles; salados, como el pavo de Navidad, el cordero con orejones, algunas carnes a la cazuela e incluso en bebidas.